# Azcapotzalco
Azcapotzalco Mexikóváros egyik kerülete, lakossága 2010-ben meghaladta a 414 000 főt.

## Földrajz

### Fekvése
A Szövetségi Körzet északi részén fekvő kerület teljes egészében beépített, nagyjából sík terület. Vízfolyása nincs.

### Éghajlat
A kerület éghajlata meleg, de nem forró, és nyáron–ősz elején csapadékos. Minden hónapban mértek már legalább 29 °C-os hőséget, de a rekord nem érte el a 37 °C-ot. Az átlagos hőmérsékletek a januári 13,7 és a májusi 19,6 fok között váltakoznak, gyenge fagyok időnként előfordulnak. Az évi átlagosan 760 mm csapadék időbeli eloszlása nagyon egyenetlen: a júniustól szeptemberig tartó 4 hónapos időszak alatt hull az éves mennyiség közel 75%-a.
| Hónap                                   | Jan. | Feb. | Már. | Ápr. | Máj. | Jún. | Júl. | Aug. | Szep. | Okt. | Nov. | Dec. | Év   |
| --------------------------------------- | ---- | ---- | ---- | ---- | ---- | ---- | ---- | ---- | ----- | ---- | ---- | ---- | ---- |
| Rekord max. hőmérséklet (°C)            | 32,0 | 34,0 | 34,0 | 36,0 | 34,5 | 33,5 | 29,0 | 29,5 | 30,0  | 31,5 | 32,0 | 30,0 | 36,0 |
| Átlagos max. hőmérséklet (°C)           | 22,5 | 24,5 | 27,0 | 27,9 | 27,5 | 25,8 | 24,5 | 24,6 | 23,9  | 23,8 | 23,5 | 22,3 | 24,8 |
| Átlaghőmérséklet (°C)                   | 13,7 | 15,3 | 17,8 | 19,2 | 19,6 | 19,3 | 18,2 | 18,2 | 17,8  | 16,9 | 15,4 | 14,2 | 17,1 |
| Átlagos min. hőmérséklet (°C)           | 4,9  | 6,1  | 8,6  | 10,5 | 11,7 | 12,7 | 11,9 | 11,9 | 11,8  | 10,0 | 7,4  | 6,0  | 9,5  |
| Rekord min. hőmérséklet (°C)            | −6,0 | −4,0 | 0,0  | 2,5  | 2,5  | 7,5  | 7,5  | 7,0  | 5,0   | 1,0  | −2,0 | −2,5 | −6,0 |
| Átl. csapadékmennyiség (mm)             | 11   | 6    | 12   | 30   | 61   | 141  | 152  | 153  | 121   | 57   | 9    | 7    | 760  |
| Forrás: Servicio Meteorológico Nacional |      |      |      |      |      |      |      |      |       |      |      |      |      |

## Népesség
A kerület népessége a közelmúltban folyamatosan csökkent:
| Év   | Lakosság |
| ---- | -------- |
| 1990 | 474 688  |
| 1995 | 455 131  |
| 2000 | 441 008  |
| 2005 | 425 298  |
| 2010 | 414 711  |

## Története
A kerület neve a navatl nyelvből ered: az azcaputzalli jelentése hangyaboly, a co pedig helynévképző.
A 12. század közepén egy másik helyről települtek ide át tepanékok, a következő évszázadokat pedig háborúskodások jellemezték a különböző törzsek között. 1521-ben, amikor a spanyolok megérkeztek, Azcapotzalcónak körülbelül 17 000 lakója volt. A domonkos szerzetesek templomot és kolostort alapítottak itt, majd elkezdték hittérítő munkájukat.
A kerület 1824-ben lett a Szövetségi Körzet része, majd Porfirio Díaz elnök idején felvette az (ideiglenes) Azcapotzalco de Porfirio Díaz nevet.

## Turizmus, látnivalók
A kerületben található a Museo de Arte Regional y Tridimensional („regionális és háromdimenziós művészeti múzeum”) nevű múzeum, amelyet 2002-ben nyitottak meg. Azcapotzalco legjelentősebb parkja az 1982-ben kialakított Tezozómoc park.